# 바오산향

바오산향의 위치

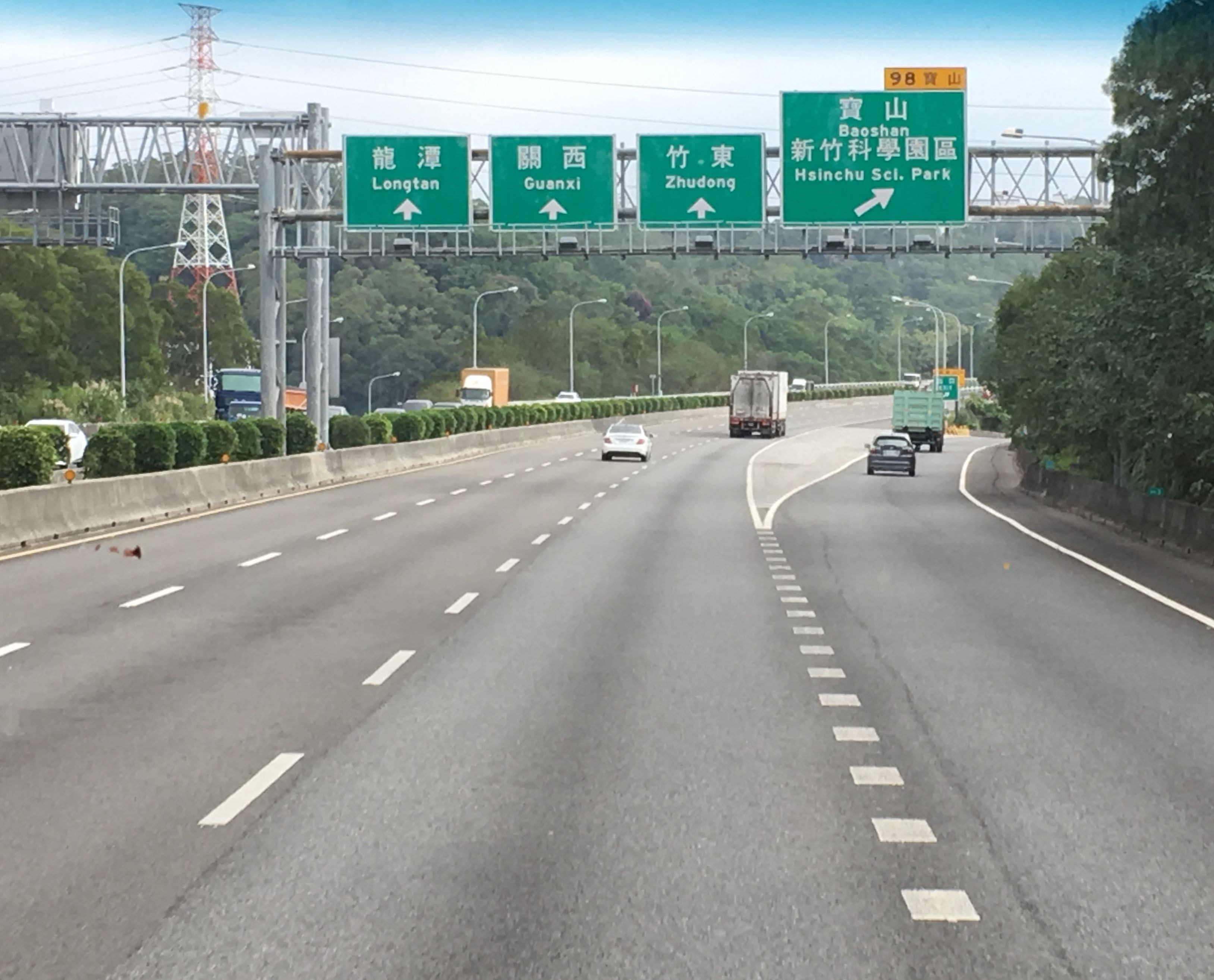
바오산 나들목 (국도제3호선).

바오산향(한국어: 보산향, 중국어: 寶山鄉, 병음: Bǎoshān Xiāng)은 대만 신주현의 향이다. 넓이는 64.7871km2이고, 인구는 2015년 8월 기준으로 14,337명이다.

## 역사
바오산의 옛 이름은 초산(草山)이다. 이것은 잡초가 무성한 미개척된 황무지였던 것에서 명명된 것이다. 원래는 아타얄족의 거주지였지만 1833년, 강수만 및 주방정이 인솔하는 '금광복'으로 불리는 광동계 개척단이 금산면, 대기, 보두, 신성, 감자기 등으로 이주한 것에서 한족에 의한 개발의 역사가 시작되었다.
시모노세키 조약의 결과로서 일본에 의한 대만 통치가 시작되면서 1920년에 대만에 주군제를 실시해 초산은 신치쿠 주 지쿠토 군에 속하게 되었다. 이 때 '초산'이라는 명칭은 평범했기 때문에 민중이 지연 등에 속박 되지 않고 공동으로 개발, 발전하는 것을 염원하는 호잔(宝山)으로 개칭하였다.
2차 대전 후에는 신주 시에 편입되어 신주 시 바오산 구가 되었고 바오산 촌에 구청이 설치되었다. 그러나 이 구청은 교통에 불편했기 때문에 1949년 3월에 솽시 촌으로 이전되었다. 이후 1950년 10월 25일의 지방 행정 개혁에서는 신주 현 바오산 향으로 개정되었다.

## 경제
최첨단의 전자 공업 연구와 생산 기지로서 세계적으로 유명한 신주 과학 공업구는 신주 시와 바오산 향에 위치하고 있다. 정부는 공업 지구에 충분한 공업용수를 확보할 목적으로 공업용 댐의 건설을 계획해 1981년에 바오산 향 산후 촌에 바오산 댐의 건설이 착수되어 2000년에 공용이 시작되었다.
종래에는 농업 생산을 중심으로 경제 활동이 이루어져 상공업의 비율은 지극히 적었지만 신주 과학 공업구의 완성 이후 많은 청년층이 공업에 종사하게 되어 경제 구조가 크게 변화했다.
그 가운데 바오산 향 정부는 '농촌 풍경 발전 계획'을 책정해 도시 근교의 여가 농장으로서의 농업의 발전을 계획해 레저, 관광업과 복합시킨 농업의 발전도 기대되고 있다.

## 교통
- 국도 1호선
- 국도 3호선